# 米德爾堡 (北卡羅萊納州)
米德爾堡（英語：Middleburg）是一個位於美國北卡羅萊納州萬斯縣的城鎮。

## 人口
根據2020年美國人口普查的數據，米德爾堡的面積為2.03平方千米，皆為陸地。當地共有人口101人，而人口密度為每平方千米50人。